# Earl Alfred Boyea
Earl Alfred Boyea, Jr. (Pontiac, 10 aprile 1951) è un vescovo cattolico statunitense, dal 27 febbraio 2008 vescovo di Lansing.

## Biografia
Earl Alfred Boyea, Jr. è nato a Pontiac, nel Michigan, il 10 aprile 1951 ed è il maggiore dei dieci figli di Earl e Helen Boyea. È cresciuto a Waterford.

### Formazione e ministero sacerdotale
Ha frequentato la scuola elementare parrocchiale della parrocchia di Nostra Signora dei Laghi a Waterford e poi è passato al seminario "Sacro Cuore" di Detroit. Lì ha compiuto gli studi secondari dal 1965 al 1969 e quelli di filosofia e storia dal 1969 al 1973. È stato quindi inviato a Roma per studi. Ha preso residenza presso il Pontificio collegio americano del Nord. Nel 1976 ha conseguito il baccalaureato in teologia presso la Pontificia Università Gregoriana. Nel 1980 ha ottenuto la licenza in teologia biblica presso lo stesso ateneo con una tesi intitolata "Christology in Galatians". Successivamente, ha completato i corsi per il Master of Arts in storia alla Wayne State University di Detroit nel 1984 con un elaborato intitolato "John Samuel Foley, Third Bishop of Detroit: His Ecclesiastical Conflicts in the Diocese of Detroit, 1888–1900". Nel 1987 ha conseguito il dottorato di ricerca nella stessa disciplina presso l'Università Cattolica d'America a Washington.
Il 20 maggio 1978 è stato ordinato presbitero per l'arcidiocesi di Detroit da monsignor Joseph Leopold Imesch, vescovo ausiliare di Detroit. In seguito è stato vicario parrocchiale della parrocchia di San Michele a Monroe; vicario parrocchiale della parrocchia di San Timoteo a Trenton dal 1980 al 1984; amministratore pro-tempore della parrocchia di Santa Cristina a Detroit nel 1986; docente di storia della Chiesa e di Sacra Scrittura presso la facoltà del seminario "Sacro Cuore" di Detroit dal 1987 al 2000; decano degli studi dal 1990 al 2000 e rettore-presidente del Pontificio Collegio Josephinum a Columbus dal 2000 al 2002. Durante il suo servizio come docente e rettore ha continuato a esercitare il ministero pastorale come collaboratore festivo nelle parrocchie di San Giuseppe a Lake Orion dal 1987 al 1988, della Sacra Famiglia a Novi dal 1988 al 1990; del Sacro Cuore ad Auburn Hills dal 1990 al 1999 e di Santa Maria a German Village dal 2001 al 2002 e come cappellano di Camp Santa Maria, un campo estivo per ragazzi, a Gaylord dal 1989.
È stato anche membro del consiglio presbiterale dal 1990 al 1991 e membro del comitato per l'accademia della Madonna University di Livonia dal 1994 al 2000.
Autore prolifico, è stato anche nominato editore del rapporto di studio individuale della North Central Association nel 1994; del Rapporto di studio individuale della Conferenza cattolica degli Stati Uniti nel 1995; del rapporto di studio individuale dell'Associazione delle scuole teologiche nel 1996 e del rapporto di visita al seminario della Conferenza nazionale dei vescovi cattolici nel 1998.

### Ministero episcopale
Il 22 luglio 2002 papa Giovanni Paolo II lo ha nominato vescovo ausiliare di Detroit e titolare di Siccenna. Ha ricevuto l'ordinazione episcopale il 13 settembre successivo dal cardinale Adam Joseph Maida, arcivescovo metropolita di Detroit, co-consacranti l'arcivescovo Timothy Broglio, nunzio apostolico nella Repubblica Dominicana e delegato apostolico a Porto Rico, e il vescovo di Youngstown Thomas Joseph Tobin.
Ha prestato servizio come vescovo regionale per la regione sud dal 2002 al 2003 e per la regione nord-est dal 2003 al 2008.
Il 27 febbraio 2008 papa Benedetto XVI lo ha nominato vescovo di Lansing. Ha preso possesso della diocesi il 29 aprile successivo.
Nel febbraio del 2012 e nel dicembre del 2019 ha compiuto la visita ad limina.
In seno alla Conferenza dei vescovi cattolici degli Stati Uniti è membro del comitato per il clero, la vita consacrata e le vocazioni. In precedenza è stato membro del comitato per i confini delle diocesi e delle province, del comitato per la formazione sacerdotale e del comitato per la selezione dei vescovi.
Attualmente moderatore episcopale dell'Associazione delle vergini consacrate degli Stati Uniti e fa parte del consiglio di amministrazione della Conferenza cattolica del Michigan.
È anche membro della Catholic Biblical Association, della Fellowship of Catholic Scholars e dell'American Catholic Historical Association.

## Genealogia episcopale
La genealogia episcopale è:
- Cardinale Scipione Rebiba
- Cardinale Giulio Antonio Santori
- Cardinale Girolamo Bernerio, O.P.
- Arcivescovo Galeazzo Sanvitale
- Cardinale Ludovico Ludovisi
- Cardinale Luigi Caetani
- Cardinale Ulderico Carpegna
- Cardinale Paluzzo Paluzzi Altieri degli Albertoni
- Papa Benedetto XIII
- Papa Benedetto XIV
- Papa Clemente XIII
- Cardinale Marcantonio Colonna
- Cardinale Giacinto Sigismondo Gerdil, B.
- Cardinale Giulio Maria della Somaglia
- Cardinale Carlo Odescalchi, S.I.
- Cardinale Costantino Patrizi Naro
- Cardinale Lucido Maria Parocchi
- Papa Pio X
- Cardinale Gaetano De Lai
- Cardinale Raffaele Carlo Rossi, O.C.D.
- Cardinale Amleto Giovanni Cicognani
- Cardinale Pio Laghi
- Cardinale Adam Joseph Maida
- Vescovo Jeffrey Marc Monforton

## Araldica
| Stemma | Titolare                             | Descrizione |
|        | Earl Alfred Boyea Vescovo di Lansing | Partito: al primo inquartato d'azzurro e d'argento, alle lance in decusse dell'uno nell'altro attraversanti, alla croce ancorata dell'uno nell'altro attraversante sul tutto; al secondo inquartato alzato e addestrato d'oro e d'argento, alla croce di nero attraversante; nel IV quarto alla banda alzata ondata trinciata ondata d'azzurro e di rosso. Ornamenti esteriori da vescovo. Motto: "In manus tua" che significa "Nelle tue mani". |